# 罗曼·哈加拉
罗曼·哈加拉（德語：Roman Hagara，1966年4月30日—），奥地利男子帆船运动员。他曾代表奥地利参加1992年、2000年、2004年和2008年夏季奥林匹克运动会帆船比赛，获得二枚金牌。